# Датунхэ
Датунхэ́ (кит. упр. 大通河) — река в китайских провинциях Цинхай и Ганьсу. Река названа в честь укреплённого города Датун, построенного в этих местах во времена империи Сун.

## География
Исток реки находится в горах Циляньшань в уезде Тяньцзюнь, откуда воды текут на юго-восток. В верховьях, образуя границу между уездами Цилянь и Гангца, река носит название Молэхэ (默勒河). Далее, в Мэньюань-Хуэйском автономном уезде, река носит название Хаомэньхэ (浩门河). Потом, всё более склоняясь на юг, река попадает в Миньхэ-Хуэй-Туский автономный уезд и, зайдя на территорию провинции Ганьсу, впадает в реку Хуаншуй почти на границе провинций Цинхай и Ганьсу.